# Cusop
Cusop – wieś w Anglii, w hrabstwie Herefordshire. Leży 27 km na zachód od miasta Hereford i 215 km na zachód od Londynu. Miejscowość liczy 300 mieszkańców.